# Антонио Грамши
Антонио Грамши (итал. Antonio Gramsci; Алес, 22. јануар 1891 — Рим, 27. април 1937) је био италијански марксистички филозоф, лингвиста, писац и политичар. Био је син нижег државног службеника. У социјалистичку партију учланио се 1913, а 1921. постао је генерални секретар новоформиране Комунистичке партије. Иако је био посланик Мусолини га је 1926. сместио у затвор где је остао до краја живота. У затворским белешкама (написано између 1925 — 1935, објављено 1971) покушао је да да противтежу нагласку који ортодоксни марксизам ставља на научни детерминизам истичући значај политичке и идеолошке борбе. Иако заступници еврокомунизма тврде да је Грамши на њих извршио утицај он је читавог живота био лењиниста и револуционар.
Грамши је био један од оснивача и лидера Комунистичке партије Италије, у својим делима особито се бавио питањима и анализом културе и практичне политике. Грамши се и данас држи за једног од врхунских изворних марксистичких мислиоца. Културна хегемонија је термин који је он увео и рашчланио, - помоћу ње се одржава на власти капиталистичка држава.

## Биографија
Антонио је рођен као четврти од седам синова нижег градског службеника града Гаете на Сардинији, Франческа Грамшија (који је био у даљњој линији албанског порекла из места Грамш). Ствари су по породицу кренуле нагоре кад је отац Франческо затворен због оптужбе за превару 1898, - породица је остала без средстава за живот и Антонио је морао напустити школовање и радити којекакве послове све док му отац није пуштен из затвора 1904. Још као мали тешко је повредио кичму, - тако да је цели живот патио због тога (није растао како треба) а и имао је других проблема са унутрашњим органима. Но поред свих здравствених проблема Антонио је био одличан ученик, - средњу школу је завршио у Каљарију.
Након матуре 1911. добио је стипендију за студије лингвистике на Торинском универзитету код Матеа Бартолија. У то исто време ту је студирао и Палмиро Тољати његов будући страначки пријатељ и колега. Антонијо пуно чита, и студира дела тада водећих италијанских филозофа и мислиоца леве оријентације; Антонио Лабриоле, Родолфо Мондолфа, Гиованниа Гентилеа и особито - Benedetta Crocea, који је тада словио за најцењенијег италијанског мислиоца. Сви они били су следбеници и поштоваоци Хегел и трасирали су пут хегелијанског марксизма, којег је Лабриола назвао филозофија praxisa.
Torino је тих година био град растуће италијанске индустријализације, у чије су се новоизграђене фабрике попут Фијат и Ланче сливале гомиле нагло осиромашених сељака који су постајали градски пролетеријат. Грамши је обилазио скупове својих сардинијских земљака, као и радничке скупове. Пред крај 1913. учланио се у Италијанску социјалистичку партију.

### Године са социјалистима (PSI)
Због сиромаштва и здравствених проблема напушта студије 1915. те ради као слободни новинар, пише у бројним углавном левом оријентисаним листовима (Il Grido del Popolo) и часописима. Kako se профилирао као озбиљни новинар, то је већ 1916. постао суиздавач часописа Piemont, posebnog izdanja znanog glasila Avanti!, Италијанске социјалистичке странке. Грамши је је постао цењени коментатор koji је пратио све аспекте друштвеног и политичког живота Торина. У априлу 1919. Грамши је заједно са Тољатијем, Ангелом Џепом и Умбертом Терацинијем основао леви оријентални недељник L'Ordine Nuovo (Нови поредак), из тог круга се касније оформила Комунистичка партија Италије. Те године дошло је до великог раслојавања у Италијанској социјалистичкој партији (PSI) око начина и методе борбе за радничка права. И у Торину је по узору на Октобарску револуцију дошло до спонтаног оснивања радничких савета, али и великих полемика око њихове друштвене улоге. Грамши и његови ретки истомишљеници из круга око листа L'Ordine Nuovo - веровали су у исправност лењинистичке идеје сва власт Совјетима. Парадоксално је да је љути противник те идеје био Amadeo Bordiga (вођа изванпарламентарне радикалне левице) који је ипак држао да се треба ослонити на синдикате.

### У италијанским комунистима (PCI)
Након пропасти Торинских совјета Грамши је увидео да је једина могућност оснивање једне радикалне леве политичке партије која би се по узору на совјетске бољшевике борила за те интересе тако је 21. јануара 1921. u Ливорну основана Комунистичка партија Италије од симпатизера из круга око L'Ordine Nuovo и Бордигине
групе. On и Бордига водили су заједно партију све до 1924. кад је Бордига одступио.
Годину дана након тога 1922. Грамши је отпутовао у СССР као изабрани делегат PCI на треће заседање Коминтерне, ту је упознао младу виолинисткињну Јулију Шухт, са којом се оженио и имао двоје деце.
Грамши се допао совјетским руководиоцима и ушао у круг сарадника комунистичке интернационалне, због тога се 1923. преселио у Беч који је тад био важно средиште комуниста. Но већ 1924. враћа се у Италију због општих избора, на њима италијански фашисти добијају већину у парламенту]], али је и Грамши постао заступник Италијанске комунистичке партије за Veneto. Као млади заступник (33 године) показује се достојан повереном му задатку - и отворено се упушта у политичку борбу са фашистима. Али предосећа да ће ствари скренути према диктатури, због тога шаље жену и децу у СССР, а он остаје без обзира на последице. Након што је Мусолини дао похапсити већину вођа комунистичке партије након неуспелог атентата на њега, Грамши је преузео вођство.

### Затвор и смрт
Његове црне слутње показале су се тачним - 1926. је и он оптужен и затворен (упркос посланичком имунитету) под изговором да својим политичким радом изазива мржњу међу сталежима, те да земљу гура на грађански рат уз друге кривице. Испрва је био осуђен на 5 година изгнанства на усамљени оток Устика, потом је следеће године осуђен на 20 година затвора у Тури поред Барија. Ту је од 1929. почео писати, - на школским бележницима своје опсервације о Италијанском друштву, политици, филозофији и начину политичке борбе коју би комунисти требало да примене.
Након 4 године тамнице његово ионако крхко здравље, знатно се погоршало. Оболео је од
туберкулозе, али и бројних упала унутрашњих органа, стање му се толико погоршало да је 1934. пуштен из затвора на лечење, али је 27. априла 1937. умро од последице излива крви у мозгу у римској клиници Квисизана, свега 6 дана након што му је истекла дугогодишња казна.

## Идеја и дела
Грамши за својег животе није издао никакву књигу. Између 1914 - 1926. писао је новинске чланке, политичке студије и есеје које је објављивао у различитим новинама и часописима.
Од 1929. до 1935. За време робијања је исписао 29 бележница резултатима својих истраживања области историје, историографије, студија културе, политике и друштва. Те су Затворске бележнице (Quaderni del carcere) објављене након
његове смрти.
Реч је о белешкама и есејима на различите теме, често потпуно неповезане, - а једна од
нити које су их повезивала била је Грамшијев темељни постулат - улога интелектуалаца у друштву (који не сме остати индиферентан на стање у друштву). Он је држао да је место интелектуалаца у друштву - активно учешће у културној револуцији која ће допринети освајању политичке моћи. Из затвора је написао и бројна писма својој жени, пријатељима и синовима.
И његова писма су касније објављена у јединственој књизи Писма из затвора, која се
састоји од два дела: Затворска бележница и Писма из затвора.
Након Другог светског рата једна скупина италијанских комуниста под водством тадашњег генералног секретара Палмира Тољатија почела је радити на издавању Грамшијевих бележница, које су систематизоване по темама; породица, власништво, вера, култура итд. и издала их у шест свезака између 1948. и 1951 (издавач- “Einaudi”). Потом
је писано ново издање Затворских бележница 1975 (издање Instituto Gramsci), у овом издању су списи поређени хронолошки а не више по сродним темама.
На филозофском плану, новост код Грамшијевог поимања марксизма је увођењеиманентности (урођености), насупротТрансцендентности (нечем изнад људског знања). Човеку је иманентно дато да својим практичним радом оствари рад(достојан живот) на земљи.
Иманенција је синтеза; енглеске економије, немачке филозофије и француске политике.
Грамши први јасно уочавао да нова правила што их је увела енглеска економска наука, немају само вредност као оруђе него и значење као филозофска иновација: homo oeconomicus је иманентни човек, човек на земљи, он има нову гносеолошку (спознајну) вредност, која укључује ново поимање света. Стога је потребно истражити како је филозофија праксе успела створити идеју иманенције очишћену од свих остатака трансценденције и теологије. Либералне идеје имају универзалну вредност за буржоазију, али нису довољне пролетаријату. За буржоазију су те идеје биле крајња граница, за пролетаријат су те идеје-минимум од ког треба почети.
Грамшија се сматра за једног од најзначајних марксистичких мислилаца Дана 20. века који је значајно утицао на развој западноевропског
марксизма (Еурокомунизам). Између осталог Грамши је осветлио и тему културне хегемоније као мирољубивог средства којим се одржава капиталистички поредак, због тога је
нужно образовање радништва и стварање пролетерске интелигенције. Помоћу културне хегемоније се типичне буржоаске идеје - проглашавају општим мњењем и здравим разумом те се уз помоћ тога - влада. Он је такође указао на разлике класичног политичког друштва које владе употребом и закона (војска, полиција, правни поредак) и цивилног друштва у којем се влада идеологијом и приволом (друштво, синдикати, образовни систем). Грамши је оштро критиковао вулгарни економски детерминизам али и поједностављени филозофски материјализам.